# Cotton Bowl Classic

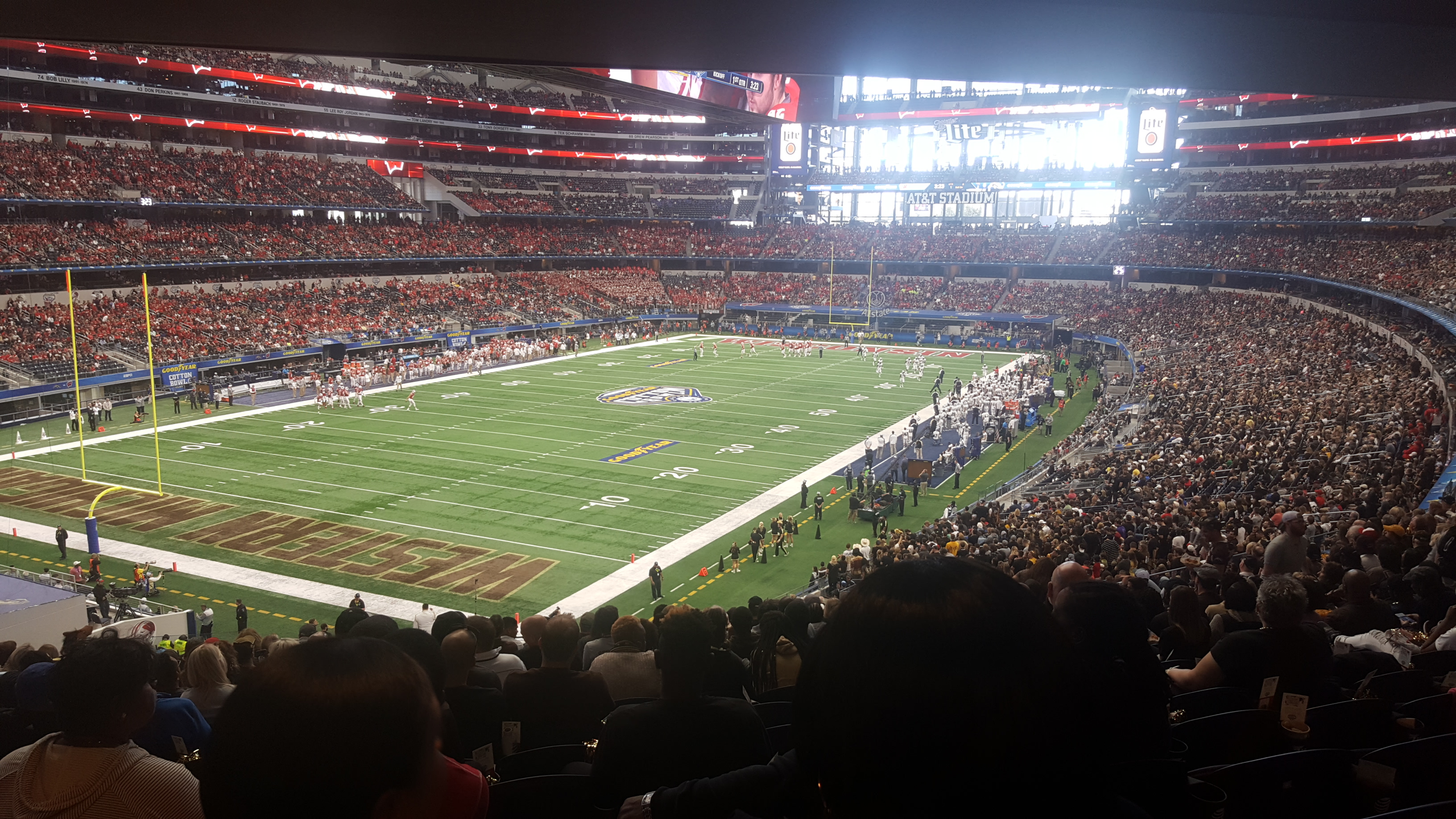
Cotton Bowl 2007

Der Cotton Bowl Classic, offiziell Goodyear Cotton Bowl Classic, ist ein Endspiel im amerikanischen College Football, das jährlich seit dem 1. Januar 1937 ausgetragen wird. Zwischen 1937 und 2009 wurde das Spiel im namensgleichen Stadion in Dallas ausgetragen, seit 2010 im AT&T Stadium in der Nähe von Arlington. In der Vergangenheit wurde das Spiel vom Meister der Southwest Conference (SWC) ausgerichtet. Gegner war ein eingeladenes Team aus den Vereinigten Staaten, häufig ein bedeutendes Team oder der Zweitplatzierte der Southeastern Conference (SEC). Nach der Auflösung der SWC im Jahr 1996 wurde das Spiel vom Zweitplatzierten der Big 12 Conference ausgerichtet, von 1999 bis 2014 gegen ein Team der SEC. Der Cotton Bowl Classic diente als eines der sechs Endspiele der College Football Play-offs (CFP) seit der Saison 2014; es war eines der nationalen Halbfinals in den Saisons 2015 und 2018. Im Spiel der Saison 2017 besiegte der Meister der Big Ten, Ohio State, den Meister der Pac-12 (USC) mit 24:7.

## Historie

### 1930er

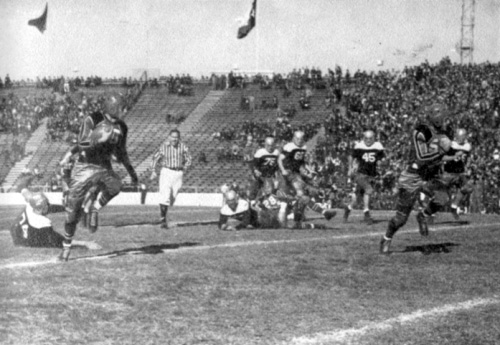
Spielzug während des Spiels von 1939 zwischen St. Mary’s und Texas Tech

Der Cotton Bowl Classic wurde im Jahr 1937 in Dallas auf den Texas State Fair Grounds gegründet; der Vorstand von Texas Oil, J. Curtis Sanford finanzierte die erste Austragung des Spieles. Die Texas Christian University (TCU) aus Fort Worth siegte über die Marquette University mit 16:6. Das Spiel brachte trotz 17.000 Besucher keinen Gewinn. Trotzdem bestand Sanford auf einer weiteren Ausrichtung des Spiels. Im Jahr 1938 brachte das Spiel (die Rice University aus Houston besiegte die University of Colorado mit 28:14) mit 37.000 Zuschauern einen Gewinn ein.
Vor 40.000 Zuschauern wurde das Spiel 1939 zwischen dem Saint Mary’s College aus Kalifornien und der Texas Tech University ausgetragen, das die Gaels gegen die unbesiegten Red Raiders mit 20:13 gewannen.

### 1940er
1940 gewann das Unterdog-Team von Clemson überraschend gegen die Boston College Eagles 6:3, in deren erster und einziger Teilnahme am Cotton Bowl Classic unter Tigers-Coach Frank Howard. Die Besucheranzahl wurde mit 20.000 angegeben. Später in diesem Jahr wurde die Organisation des Spiels durch eine Gruppe prominenter Dallas-Einwohner unter dem Namen Cotton Bowl Athletic Association (CBAA) übernommen. Einige Zeit später wurde die CBAA Ausrichter der Southwest Conference. Von 1941 bis 1994 hat der SWC-Champion den Cotton Bowl Classic als Heimmannschaft bestritten.
1943 repräsentierten die Texas Longhorns die SWC in ihrem ersten Endspiel gegen die zu dieser Zeit höher gelistete Georgia Tech. Vor dem Spiel schrieb die Presse, dass Texas nicht auf demselben Niveau wie Georgia Tech spiele. Texas zeigte durch den 14:7-Sieg über die Yellow Jackets in einem defensiv geprägten Spiel, dass die Presse falsch liegt. Dieser Cotton Bowl war der erste der Longhorns, die mit mittlerweile 22 Teilnahmen den Rekord innehaben.
1946 wurde Missouri trotz der Leistungen im vierten Viertel von Robert (Bob) Lee Clodfelter durch Texas geschlagen. Clodfelter spielte die folgenden drei Jahre unter Weeb Ewbank an der Washington University in St. Louis.
1947 spielte die LSU gegen Arkansas vor 38.000 Zuschauern 0:0 unentschieden. Das Spiel wurde als „Ice Bowl“ bekannt. Die LSU hatte gegenüber Arkansas meistens die Oberhand, aber das Spiel wurde hauptsächlich vom Wetter bestimmt.
Im Jahre 1948 spielte die Penn State ihr seit 25 Jahren erstes Spiel gegen Dallas’ SMU, ein 13:13-Unentschieden. Weil kein Hotel in Dallas ein Zimmer für die zwei afroamerikanischen Spieler der Penn State angeboten hatte, übernachtete das Team der Penn State auf einem Hubschrauberlandeplatz 14 Meilen von Dallas entfernt. Dies war das erste interrassische Spiel im Cotton Bowl Stadium.

### 1950er
Das Spiel von 1953 war die Neuauflage des Spiels von 1951, bei dem Texas gegen Tennessee spielte. Die Texas Defensiv-Stars besiegten die Vols 16:0, während Tennessee Texas im vorherigen Spiel mit 20:14 besiegte.
Der Cotton Bowl Classic von 1954 beinhaltete eine der bekanntesten Spielzüge der College-Football-Geschichte. Der Spieler Dickey Moegle (später umbenannt in „Maegle“) der Rice University begann den Lauf an der 5-Yard-Linie seines Teams und rannte ungeblockt das Feld hinab. Ein Spieler von Alabama, Tommy Lewis, sprang von der Bank und tackelte Moegle. Der Schiedsrichter Cliff Shaw sah die Situation und gab einen Touchdown, obwohl Moegle an der 42-Yard-Linie zu Fall gebracht wurde.
Im Jahr 1957 spielten die Horned Frogs der TCU gegen die von Jim Brown geführten Syracuse Orangemen. Brown lief für 135 Yards, erzielte drei Touchdowns und drei Extrapunkte, aber der im 4. Viertel vom Spieler Horned Frogs der Horned Frogs geblockte Extrapunkt sicherte der TCU den Sieg mit 28:27. Der TCU-Quarterback Chuck Curtis passte für 174 Yards, warf zwei Touchdowns und lief für einen weiteren zur Führung der Frogs.

### 1960er
Im Jahr 1960 schlug Syracuse Texas 23-14 und wurde der National-Champion. Syracuse wurde vom MVP Ernie Davis angeführt, der einen Touchdown erlief, einen 87-Yard-Touchdown (neuer Rekord für den Cotton Bowl Classic) fing und einen abgefangenen Pass zu einem dritten Touchdown verwandelte. Gegen Ende der ersten Hälfte gab es eine Schlägerei auf dem Feld; einige behaupteten, dass die Texas nur einige billige Schläge gegen Ernie Davis erzielen wollten. Der Präsident der University von Texas Logan Wilson berief eine NCAA-Anhörung wegen der Schlägerei nach dem Spiel ein. Der Syracuse-Sportdirektor Lew Andreas behauptete, dass keiner aus seiner Universität Texas des schmutzigen Spiels beschuldigt hätte und schrieb diese Anschuldigungen der Presse zu. Der Fall wurde kurz danach fallengelassen. 1961 gewann Davis als erster schwarzer Athlet die Heisman Trophy, starb aber, bevor er seine Karriere beginnen konnte, an Leukämie.
Duke besiegte Arkansas mit 7:6 im Spiel von 1961. Duke punktete 2:45 Min. vor Ende des Spiels und sicherte in den darauf folgenden gegnerischen Spielzügen einen Fumble.
Im Jahr 1962 spielte Texas erneut als Meister der SWC um den Cotton Bowl. Dieses Mal spielten die Longhorns gegen ein hoch talentiertes Team der Mississippi Rebels. Im Spiel wurden nur wenige Punkte erzielt, sodass Texas erst im letzten Viertel mit 12:7 gewinnen konnte.
Das 1963-Cotton Bowl Classic spielten die erneut antretenden Texas Longhorns und die LSU Tigers, wie Mississippi von der SEC. Das 23-Yard-Fieldgoal von Lynn Amedee führte zu der 3:0-Halbzeitführung der Tigers, nachdem Texas nach einer 80-Yard-Angriffsserie nicht punkten konnte. Dies war das erste Fieldgoal der Classic seit 1942. Amedee sicherte ein Fumble der Longhorn an der 37-Yard-Linie im 3. Viertel, und Jimmy Field erzielte 5 Spielzüge später einen Lauf-Touchdown. Buddy Hamic sicherte später einen Longhorn-Fumble, bis die Longhorns 13 Spielzüge später durch ein Field Goal von Amedee ohne Punktverlust besiegte wurden.
Im Jahr 1964 wurden die auf Nr. 1 gesetzten unbesiegten Texas Longhorns von den auf Nr. 2 gesetzten Navy Midshipmen (angeführt von Heisman-Trophy-Gewinner und späteren Dallas-Cowboys-Quarterback Roger Staubach) besiegt. Das Spiel wurde 6 Wochen nach dem Attentat auf John F. Kennedy (zufällig ein ehemaliger Navy-Offizier) in Dallas veranstaltet. Das Spiel von 1964 war das zweite Endspiel im College Football, in dem die Nummer 1 und 2 der Nation gegeneinander antraten (der Rose Bowl von 1963 war das erste Spiel).
Im Jahr 1965 spielten die unbesiegten Arkansas Razorbacks (10-0) gegen die Nebraska Cornhuskers (9-1). Obwohl Alabama in der AP- und UPI (Coaches)-Abstimmung über den National-Titel vor den Endspielen (was zu dieser Zeit Standard war) gewann, hatte Arkansas noch eine Chance, im Titelkampf durch einen Sieg über Nebraska gleichzuziehen. Nach einem umkämpften Defensiv-Spiel siegten die Arkansas Razorbacks, genannt Hogs, mit 10:7. Aufgrund dieses Sieges, in Kombination mit Alabamas Niederlage im Orange Bowl gegen Texas (Arkansas siegte in Austin, Texas), wurde Arkansas von der Football Writers Association of America (FWAA) die Grantland Rice Trophy verliehen, was die Razorbacks zum wahren National-Champion der Saison 1964 machte.
Das Spiel von 1967 wurde auf Samstag, den 31. Dezember 1966 vorverlegt, da die Dallas Cowboys das NFL Championship Game am Neujahrstag in dem Stadion austrugen (die anderen großen Meisterschaftsspiele dieses Jahres – der Rose Bowl, der Sugar Bowl und der Orange Bowl – wurden am Montag, dem 2. Januar ausgetragen).
Im Jahr 1969 liefen die Texas Longhorns mit ihrer neuen Offensiv-Formation, den Wishbone, auf. Nachdem alle Gegner in der Saison 1968 geschlagen werden konnten, gewann Texas die SWC-Krone wieder und trafen dieses Mal auf die Tennessee Volunteers, die sie in einem Kantersieg mit über 400 Laufyards besiegten. Texas gewann 36:13.

### 1970er
Am Spiel von 1970 nahm Notre Dame nach 45-jährigem selbst auferlegten Meisterschaftspiel-Bann teil. Als die Irish diese Entscheidung getroffen hatten, wurden die vorgesehenen Tigers der LSU trotz ihrer 9:1-Bilanz ausgeladen und mussten zu Hause bleiben. Die Irish, angeführt von Quarterback Joe Theismann, trafen auf die höher gelisteten und unbesiegten Texas Longhorns. Notre Dame führte spät im 4. Viertel 17:14, aber die Longhorns erzielten einen späten Touchdown zu einem 21:17-Sieg und errangen unangefochten die Nationalmeisterschaft. Die beiden Teams trafen auch im nächsten Jahr aufeinander, aber dieses Mal beendeten die Irish die 30 Spiele andauernde Gewinnserie der Longhorns mit einem 24:11-Sieg und verhinderten damit für Texas den Associated-Press-Nationalmeisterschaftstitel (die Longhorns hatten bereits die Meisterschaft der regulären Saison in der UPI-Abstimmung gewonnen, eine vor den Meisterschaften stattfindende Abstimmung bis zur Saison 1974; Nebraska gewann letztendlich den AP-Titel). Texas und Notre Dame trafen im Spiel von 1978 erneut aufeinander, wobei die Longhorns wieder höher eingeschätzt wurden. Die Irish mit ihrem Quarterback Joe Montana siegten jedoch 38:10 und kletterten mit diesem Sieg in der finalen Abstimmung vom fünften auf den ersten Platz.
Das Spiel von 1973 bestritten erneut Texas und Alabama. Alabama führte 13:10 am Anfang des 4. Viertels, als der Texas-Quarterback, Alan Lowry, einen Bootleg-Spielzug zur Perfektion lief und einen 32-Yards-Touchdown erzielte. Und wieder besiegten die Texas Longhorns Alabama und ihren Trainer Paul „Bear“ Bryant mit 17:13.
Im Cotton Bowl von 1976 zeigte sich SWC-Ko-Champ Arkansas unbezwingbar gegen den SEC-Champ Georgia. Die Razorbacks hatten zuvor die bis dato ungeschlagene Nummer 2, Texas A & M in einem 31:6-Kantersieg bezwungen, um ein Unentschieden bei der Conference-Krone zu erzwingen. Die Tür für Arkansas war geöffnet, um gegen Dallas am Neujahrstag anzutreten. Nachdem die Bulldogs eine 10:0-Führung erzielten, kamen die Hogs zurück, erzielten 31 Punkte in Folge und schlugen Georgia mit 31:10. Arkansas beendete die Saison mit 10–2.
Den Cotton Bowl von 1977 bestritten die SWC-Champions Houston Cougars, die das erste Mal am Cotton Bowl teilnahmen, gegen die unbesiegten Maryland Terrapins. Houston brachte den Terrapins die erste Saisonniederlage bei und siegte mit 30:21.
Der 1979er Cotton Bowl Classic, auch bekannt als Chicken Soup Game, sorgte für Furore als einer der historischen Comebacks der Meisterschaftsgeschichte. Houston führte gegen Notre Dame Mitte des 4. Viertels mit 34:12. Dank eines geblockten Punts und dem brillanten zukünftigen Hall-of-Famer Joe Montana gewannen die Irish 35:34 und damit ihren zweiten aufeinanderfolgenden Titel.

### 1980er
Das Spiel von 1982 zwischen Texas und Alabama war das letzte Mal, dass Bear Bryant auf die Longhorns traf. Nachdem Alabama alle bisherigen Spiele gegen Texas verloren hat, führten die Crimson Tide am Beginn des 4. Viertels mit 10–0 und es sah aus, als würden sie den Sieg über Texas erringen. Aber die Longhorns erzielten dann mit einem Quarterback Draw von Robert Brewer bei einem 3. Versuch und Lang mit 10:38 Minuten auf der Uhr die ersten Punkte. Bei dem nächsten Texas-Ballbesitz erzielte Terry Orr von der eigenen 8-Yard-Linie mit 11 Spielzügen einen 80-Yard-Raumgewinn und brachte die Longhorns 2:05 Minuten vor Schluss mit 14–10 in Führung. Der Alabama Joey Jones trug den anschließenden Kickoff zurück zur 38-Yard-Linie der Texaner, und Alabamas Quarterback Walter Lewis übernahm mit 1:54 Minuten Restzeit. Beim nächsten Spielzug nahm William Graham für Texas einen Lewis-Pass an der 1-Yard-Linie. Die Longhorns nahmen ein Safety für eine bessere Feldposition in Kauf, und Texas besiegte Alabama mit 14–12.
Im Spiel von 1984 traf die Nummer 7, die Georgia Bulldogs von der SEC, auf die ungeschlagene Nummer 2, die Texas Longhorns von der SWC. Texas führte 9–3 mit mehr als 4 Minuten Restspielzeit in einem Field-Goal-Duell zwischen Kevin Butler von den Bulldogs und dem Texaner Jeff Ward. Nachdem der texanische Defensive Back Craig Curry spät im 4. Viertel einen missglückten Punt von Chip Andrews blocken konnte, lief Georgia-Quarterback John Lastinger zu einem 17-Yard-Touchdown bei 3:22 Minuten Restspielzeit. Das 10–9 kostete den Longhorns einen möglichen nationalen Titel.
Das Spiel von 1989 zwischen der UCLA und Arkansas sorgte für große Aufmerksamkeit in der Presse im Raum von Dallas, da Bruin Quarterback Troy Aikman als Top-Pick im NFL Draft 1989 erwartet wurde; den ersten Pick hatten die Dallas Cowboys. Es wurde viel spekuliert wegen des Besuchs des Langzeit-Trainers der Cowboys, Tom Landry, im Texas Stadium, das UCLA als Trainingsplatz für die Spielvorbereitung diente. Landry konnte Aikman nicht auswählen, da er im nächsten Monat gefeuert wurde, aber sein Nachfolger Jimmy Johnson wählte ihn. Die UCLA und Aikman gewannen mit 17–3.
Die Cotton Bowl Classic hatten viel gute Quarterbacks als Teilnehmer so z. B. Sammy Baugh, Davey O’Brien, Babe Parilli, Bobby Layne, Norm Van Brocklin, Y. A. Tittle, Bart Starr, Roger Staubach, Ken Stabler, Joe Theismann, Joe Montana, Dan Marino, Doug Flutie, Troy Aikman und Eli Manning.
Drei von vier Heisman-Trophy-Gewinner von 1984 bis 1987 beendeten ihre College-Karriere im Cotton Bowl Classic: Doug Flutie vom Boston College im Januar 1985, Bo Jackson von Auburn im Jahr 1986 und Tim Brown von Notre Dame im Jahr 1988.
Brown und der spätere Heisman-Gewinner Davey O’Brien, der im Cotton Bowl 1937 spielte, lebten beide nahe der Woodrow Wilson High School (Dallas, Texas). Woodrow wurde die erste Highschool, die jemals 2 Heisman-Gewinner hervorbrachte.

### 1990er
53 Jahre lang spielte der Champion der inzwischen aufgelösten Southwest Conference (SWC) als Heimteam die Cotton Bowl Classic, eine Regelung, die bis zur Saison 1994 fortgeführt wurde. Bis Mitte der 1980er galt das Spiel als Quotenbringer und als bedeutendstes Neujahrstag-Meisterschaftsspiel. In den späten 1980ern fiel das Prestige der Cotton Bowl Classic, als viele SWC-Teams Strafen von der NCAA für Regelverstöße bekamen und so nicht für den Bowl infrage kamen. Auch die Qualität der Konferenz war stark rückläufig. Die SWC-Champions verloren die letzten sieben Male, und der letzte Nationalchampion, der den Cotten Bowl Classic gespielt hat, war Notre Dame im Jahr 1977. Schließlich wurde auch der Cotton Bowl Classic gelegentlich auch bei kalten Wetter draußen gespielt (am bekanntesten das Spiel von 1979).
Der Fiesta Bowl, der ohne Conference-Bindung und grundsätzlich bei warmen Wetter ausgespielt wurde, verschaffte sich selbst einen Haupt-Meisterschaftsstatus durch einige Teilnehmer mit Nationalmeister-Teilnahmen. Das bekannteste Spiel war im Januar 1987 zwischen den beiden unabhängigen Teams Penn State und Miami. In den Köpfen der meisten Fans wurde der Cotton Bowl Classic durch den Fiesta Bowl als bedeutenderes Meisterschaftsspiel abgelöst. Nichtsdestotrotz behielt der Cotton Bowl Classic genug Ansehen, um als eines der besten Meisterschaftsspiele in die 1992 gegründete Bowl Coalition (BCS) aufgenommen zu werden. Im Jahr 1995 entschied die neue Bowl Alliance (die Vorgänger der BCS), den Fiesta Bowl anstatt des Cotton Bowls in ihre Rotation aufzunehmen. Obwohl es immer noch ein bedeutendes Meisterschaftsspiel war, in das die Top-10-Teams gelangen konnten, war es nicht mehr in der Position, einen Championship-Kandidaten zu stellen. In 18 der 21 Saisons seit 1995 hatte der Cotton Bowl zwei gesetzte Teilnehmer. In den anderen 3 Saisons war nur ein Team gesetzt (2002, 2003 und 2010).
1995 gab der SWC die Kontrolle über die Cotton Bowl Classic als Teil ihrer geplanten Auflösung nach der Saison auf. Die Big 12 Conference übernahm die Kontrolle und entsendete ein Team (normalerweise den Meisterschaftsspiel-Verlierer oder den Divisionszweiten) als ihren Repräsentanten, der entweder gegen den Champion der Western Athletic Conference oder den Zweitplatzierten der Pac-10 Conference spielte. 1996 spielten die Nummer 5, BYU Cougars, gegen Notre Dame als einziger Programm-Außenseiter einer bedeutenden Konferenz im Cotton Bowl in der modernen Ära, besiegten die Kansas State Wildcats 19:15, gewannen mit einem NCAA Rekord ihr 14. Spiel und beendeten die Saison mit dem 5. Rang im Land und einem 14:1 Ergebnis.
1999 wurde der Cotton Bowl durch die Southeastern Conference als Gegner der Big 12 bestimmt und Southwestern Bell (nun AT&T) finanzierte das Event. In den meisten Fällen stammte der SEC-Repräsentant aus der West-Division. Ausnahmen bildeten Tennessee in den Jahren 2001 und 2005 und Missouri im Jahr 2014.

### 2000er
Bis zum Jahr 2008 wurde der Cotton Bowl Classic am Neujahrstag ausgetragen (mit Ausnahme von 2004 und 2006, als das Spiel am 2. Januar stattfand) und war normalerweise das 2. Spiel des Tages, das auf den Outback Bowl folgte.
Dieses Jahrzehnt wurde großartig eröffnet, da zwei ehemalige Southwest-Conference-Rivalen im Spiel 2000 aufeinander trafen. Die Arkansas Razorbacks, nun Mitglied der SEC (seit 1992) und die Texas Longhorns, nun Mitglied der Big 12 (seit 1996) trafen im ersten College-Footballspiel des letzten Jahres des 20. Jahrhunderts aufeinander. Nach einer glanzlosen 1. Halbzeit, die 3:3 unentschieden endete, lagen die Razorbacks unter Führung vom Offensive MVP Running Back Cedric Cobbs in der 2. Halbzeit vorn. Arkansas besiegte ihren ehemaligen verhassten Rivalen mit 27:6, hielten die Longhorns bei negativen gelaufenen Yards und brachten den Texas Quarterback 8 Mal (Meisterschaftsrekord) zu Fall.
Der Cotton Bowl Classic 2003 brachte erneut das Spiel der Texas Longhorns und der LSU Tigers. LSU führte in der ersten Hälfte mit 17:7, worauf dann Roy Williams der in der zweiten Hälfte Texas zu einem 35:20-Sieg über die Tigers führte. Im Cotton Bowl Classic 2004 erfolgte die Rückkehr der Mississippi Rebels, deren letzter Auftritt im Cotton Bowl Classic eine 12:7-Niederlage gegen die Texas im Jahr 1962 war. Der Cotton Bowl Classic 2004 war für den New York Giants-Quarterback Eli Manning das letzte College-Football-Spiel. Manning führte sein Team zu einem 31:28-Sieg über Oklahoma State.
Der Cotton Bowl Classic 2007 fand zwischen den Auburn Tigers und den Nebraska Cornhuskers statt; Auburn gewann mit 17:14.
Im Cotton Bowl Classic 2008 brach der Missouri Running Back Tony Temple den Laufrekord mit 281 Yards bei 24 Läufen (der bisherige Rekord wurde vom Spieler der Rice, Dickey Maegle gehalten, der 265 Yards lief). Missouri besiegte Arkansas 38:7.

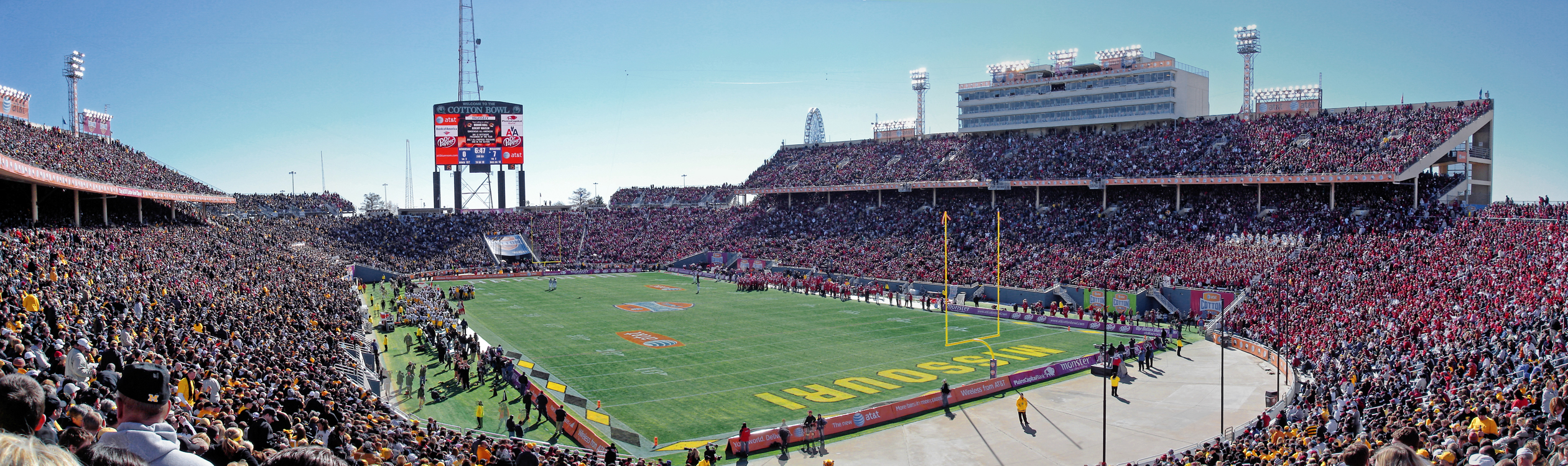
Panoramaansicht des Spiels 2008 Cotton Bowl Classic zwischen Missouri und Arkansas

Im April 2008 gab der Cotton Bowl Classic offiziell bekannt, dass das Spiel von der traditionellen Startzeit um 10 Uhr CST am 1. Januar auf 13 Uhr CST am 2. Januar wechselt.
Im letzten Spiel des Cotton Bowl Classic, das im Cotton Bowl Stadion stattfand, schlugen die Nummer 20, Ole Miss Rebels (8-4) die Nummer 7, Texas Tech Red Raiders (11-1) mit 47:34. Tech Quarterback Graham Harrell brach den NCAA-Rekord mit den meisten geworfenen Touchdown-Pässen in der Cotton-Bowl-Classic-Historie in diesem Spiel.

### 2010er
Im Jahr 2010 zog der Cotton Bowl Classic in das neue Cowboys-Stadion in Arlington, als Teil des Angebots der Veranstalter der Teilnahme an der BCS im Jahr 2011. Obwohl der Cotton Bowl kurz davor umgebaut worden war, war das kalte Wetter im Januar in Dallas ein großes Problem und es wurde angenommen, dass dies die Aussichten auf eine Aufwertung zur BCS behindern würde. Im Gegensatz dazu hatte das neue Stadion eine Top-Ausstattung und ein einfahrbares Dach. Ein neuer Vierjahresvertrag zwischen der BCS und ESPN hatte verhindert, dass der Cotton Bowl Classic bis 2015 an der BCS teilnehmen konnte. Spätere Erkenntnisse, dass der Fiesta Bowl-Angestellten mehr als 46.000 US-Dollar für politische Beiträge gezahlt habe, hätte die Tür für die Ersetzung der Fiesta durch den Cotton Bowl in der BCS Bowl Rotation geöffnet, jedoch verlor der Fiesta Bowl nicht seinen Platz in der BCS-Rotation.
Im Spiel des Cotton Bowl Classic 2010 zwischen Oklahoma State Cowboys und den Ole Miss Rebels im neuen Cowboys Stadium besiegten die Rebels die High-Scoring-Offensive der Cowboys und gewannen den 74. jährlichen Cotton Bowl Classic mit 21:7.
Im Jahr 2010 feierte der Cotton Bowl sein 75. Bestehen mit einem neuen Logo, das diesem Jubiläum gewidmet ist. Texas A&M spielte gegen die Louisiana State University im 2011 AT&T Cotton Bowl Classic am 7. Januar 2011. LSU konnte die Texas A&M mit 41:24 besiegen. Dies war der erste Cotton Bowl Classic, der in der Primetime gespielt wurde und außerdem der späteste Tag, an dem das Spiel ausgetragen wurde.
In der 2012er Begegnung besiegten die Arkansas Razorbacks die Kansas State Wildcats mit 29–16. Es war ein BCS-würdiges Spiel mit 2 Top-10-Teams. Ein Glanzpunkt des Spiels war der 51-Yard-Punt-Return-Touchdown von Razorback Joe Adams im zweiten Viertel, der Arkansas früh in Führung brachte. Es war der erste Punt Return Touchdown im Cotton Bowl Classic seit dem des früheren Razorback Lance Alworth im Jahr 1961. Nachdem die Hogs 19 Punkte in Folge machten, antwortete Kansas State mit 16 zusammenhängenden Punkten im zweiten und dritten Viertel. Aber die Razorbacks zogen zum Ende des dritten und Anfang des vierten Viertels davon, angeführt von Quarterback Tyler Wilson, dem Offensive MVP des Spiels. Arkansas verbesserte die Bilanz auf 11–2 und beendete die Saison 2011 auf Rang 5, während Kansas State auf 10-3 fiel.
2013 besiegten die Nummer 10, Texas A&M Aggies die Nummer 12 Oklahoma Sooners 41–13 für den Gewinn des Cotton Bowl Classic und beendeten die Saison mit 11–2. Johnny Manziel lief für 229 Yards im Spiel, ein Cotton Bowl Rekord, und zwei Touchdowns und warf zwei weitere. Nach einem Halbzeitstand von 14–13 erzielte die Texas A&M Aggies 27 durchgehende Punkte in der zweiten Halbzeit für den Gewinn des Cotton Bowls.
Der Cotton Bowl Classic kehrte als „bedeutendes“ Meisterschaftsspiel in der Saison 2014 zurück als Teil der neuen College Football Playoff. Es wird alle drei Jahre ein nationales Halbfinale beherbergen (in den Saisons 2015, 2018, 2021, 2024) und in den anderen Jahren zwei bedeutende Teams, die nicht für die Top-Vier-Playoffs ausgewählt wurden. Als Teil dieses Wechsel wechseln die Fernsehrechte zu ESPN, das die anderen Spiele des Playoff-Systems überträgt. Der Cotton Bowl Classic 2014 war ein Spiel zwischen der Nummer 9, Missouri Tigers von der Southeastern Conference und der Nummer 13, Oklahoma State Cowboys von der Big 12 Conference. Die Tigers schlugen die Cowboys mit 41–31 für die 2. Cotton Bowl Classic Championship der Schule und erzielten einen AT & T Stadium-Rekord mit 24 Punkten im vierten Viertel.

## Übertragung
Das erste übertragene Spiel der Cotton Bowl Classic war 1953 durch NBC. Die NBC lieferte die Berichterstattung des Spiels von 1952 bis 1957. 1958 übernahm CBS die Übertragung der Spiele bis 1992. NBC übertrug die Spiele von 1993 bis 1995. Der Cotton Bowl kehrte 1996 zurück zur CBS und verblieb dort für drei Jahre. Von 1999 bis 2014 wurde der Cotton Bowl Classic von Fox übertragen. Als Teil der College-Football-Playoff-Rotation übernahm die ESPN die Rechte für das Spiel im Jahr 2015.
2013 und 2014 übertrug Fox Deportes das Spiel national erstmals in Spanisch. 2015 wurde ESPN Deportes das neue spanischsprachige Zuhause des Spiels.
Das Spiel wird auch national im Radio übertragen von ESPN Radio und ESPN Deportes Radio. ESPN Radio übernahm 2013 den vorherigen Langzeit-Cotton-Bowl-Radiosender Cotton Bowl Westwood One. 2013 wurde erstmals das Spiel auf Spanisch übertragen.

## Austragungsstätten

### Cotton Bowl
Der Cotton Bowl ist ein Stadion, welches 1930 eröffnet wurde und als „The House That Doak Built“ bekannt wurde durch das enorme Publikum, das der ehemalige SMU Running Back Doak Walker während seiner College-Karriere in den späten 1940ern anzog. Früher war es als Fair Park Bowl bekannt; es steht in Fair Park, einem Grundstück auf dem State Fair of Texas. Seit der Gründung 1937 bis zum Spiel 2010 fand der Cotton Bowl sein Zuhause im gleichnamigen Stadion. Die Dallas Cowboys waren ebenfalls im Cotton Bowl für 11 Jahre zu Hause, von der Teamgründung 1960 bis 1971, als die Cowboys ins Texas Stadium zogen. Obwohl es nicht das erste etablierte Meisterschaftsspiel war, wurde der Cotton Bowl in Anlehnung an „cotton boll“ (dt. Baumwollblütensamen) benannt. Texas ist der führende Produzent von Baumwolle in den USA.

### AT&T Stadium
Das AT&T Stadium, vormals das Cowboys Stadium, ist ein überdachtes Stadion mit einem einfahrbaren Dach in Arlington, Texas. Nach gescheiterten Verhandlungen über die Rückkehr der Cowboys in den Cotton Bowl finanzierte Jerry Jones mit der Stadt Arlington, Texas das Stadion in Höhe von 1,15 Milliarden Dollar. Es wurde am 29. Mai 2009 fertiggestellt und hat 80.000 Sitzplätze, ist aber auf 100.000 Sitzplätze erweiterbar. Das AT&T Stadium ist das größte überdachte Stadion der Welt.
Ein Highlight des AT&T Stadium ist ein im Zentrum hängender High-Definition-Televison-Bildschirm, der zweitgrößte in der Welt. Die 49 zu 22 Meter, 1.070 Quadratmeter große Ergebnisanzeige übertrifft den 812 Quadratmeter großen Bildschirm, der im 2009 renovierten Kauffman Stadium in Kansas City, Missouri hängt.

## Spielresultate
Alle Rankings wurden von der AP Poll vor dem Spiel entnommen.
| Spieltag      | Gewinner                  | Gewinner | Verlierer                | Verlierer | Zuschauer |
| ------------- | ------------------------- | -------- | ------------------------ | --------- | --------- |
| 1. Jan. 1937  | Nr. 16 TCU                | 16       | Nr. 20 Marquette         | 6         | 17.000    |
| 1. Jan. 1938  | Rice                      | 28       | Colorado                 | 14        | 37.000    |
| 2. Jan. 1939  | Saint Mary’s (California) | 20       | Nr. 11 Texas Tech        | 13        | 40.000    |
| 1. Jan. 1940  | Clemson                   | 6        | Boston College           | 3         | 20.000    |
| 1. Jan. 1941  | Nr. 6 Texas A&M           | 13       | Nr. 12 Fordham           | 12        | 45.500    |
| 1. Jan. 1942  | Nr. 20 Alabama            | 29       | Nr. 9 Texas A&M          | 21        | 38.000    |
| 1. Jan. 1943  | Nr. 11 Texas              | 14       | Georgia Tech             | 7         | 36.000    |
| 1. Jan. 1944  | Nr. 14 Texas              | 7        | Randolph Field           | 7         | 15.000    |
| 1. Jan. 1945  | Oklahoma A&M              | 34       | TCU                      | 0         | 37.000    |
| 1. Jan. 1946  | Nr. 10 Texas              | 40       | Missouri                 | 27        | 45.000    |
| 1. Jan. 1947  | Nr. 8 LSU                 | 0        | Nr. 16 Arkansas          | 0         | 38.000    |
| 1. Jan. 1948  | Nr. 10 SMU                | 13       | Nr. 18 Penn State        | 13        | 43.000    |
| 1. Jan. 1949  | Nr. 10 SMU                | 21       | Nr. 9 Oregon             | 13        | 69.000    |
| 2. Jan. 1950  | Nr. 5 Rice                | 27       | Nr. 16 North Carolina    | 13        | 75.347    |
| 1. Jan. 1951  | Nr. 4 Tennessee           | 20       | Nr. 3 Texas              | 14        | 75.349    |
| 1. Jan. 1952  | Nr. 15 Kentucky           | 20       | Nr. 11 TCU               | 7         | 75.347    |
| 1. Jan. 1953  | Nr. 10 Texas              | 16       | Nr. 8 Tennessee          | 0         | 75.504    |
| 1. Jan. 1954  | Nr. 6 Rice                | 28       | Nr. 13 Alabama           | 6         | 75.504    |
| 1. Jan. 1955  | Georgia Tech              | 14       | Nr. 10 Arkansas          | 6         | 75.504    |
| 2. Jan. 1956  | Nr. 10 Ole Miss           | 14       | Nr. 6 TCU                | 13        | 75.504    |
| 1. Jan. 1957  | Nr. 14 TCU                | 28       | Nr. 8 Syracuse           | 27        | 68.000    |
| 1. Jan. 1958  | Nr. 5 Navy                | 20       | Nr. 8 Rice               | 7         | 75.504    |
| 1. Jan. 1959  | Nr. 10 TCU                | 0        | Nr. 6 Air Force          | 0         | 75.504    |
| 1. Jan. 1960  | Nr. 1 Syracuse            | 23       | Nr. 4 Texas              | 14        | 75.504    |
| 2. Jan. 1961  | Nr. 10 Duke               | 7        | Nr. 7 Arkansas           | 6         | 74.000    |
| 1. Jan. 1962  | Nr. 3 Texas               | 12       | Nr. 5 Ole Miss           | 7         | 75.504    |
| 1. Jan. 1963  | Nr. 7 LSU                 | 13       | Nr. 4 Texas              | 0         | 75.504    |
| 1. Jan. 1964  | Nr. 1 Texas               | 28       | Nr. 2 Navy               | 6         | 75.504    |
| 1. Jan. 1965  | Nr. 2 Arkansas            | 10       | Nr. 6 Nebraska           | 7         | 75.504    |
| 1. Jan. 1966  | LSU                       | 14       | Nr. 2 Arkansas           | 7         | 76.200    |
| 31. Dez. 1966 | Nr. 4 Georgia             | 24       | Nr. 10 SMU               | 9         | 75.400    |
| 1. Jan. 1968  | Texas A&M                 | 20       | Nr. 8 Alabama            | 16        | 75.504    |
| 1. Jan. 1969  | Nr. 5 Texas               | 36       | Nr. 8 Tennessee          | 13        | 72.000    |
| 1. Jan. 1970  | Nr. 1 Texas               | 21       | Nr. 9 Notre Dame         | 17        | 73.000    |
| 1. Jan. 1971  | Nr. 6 Notre Dame          | 24       | Nr. 1 Texas              | 11        | 72.000    |
| 1. Jan. 1972  | Nr. 10 Penn State         | 30       | Nr. 12 Texas             | 6         | 72.000    |
| 1. Jan. 1973  | Nr. 7 Texas               | 17       | Nr. 4 Alabama            | 13        | 72.000    |
| 1. Jan. 1974  | Nr. 12 Nebraska           | 19       | Nr. 8 Texas              | 3         | 67.500    |
| 1. Jan. 1975  | Nr. 7 Penn State          | 41       | Nr. 12 Baylor            | 20        | 67.500    |
| 1. Jan. 1976  | Nr. 18 Arkansas           | 31       | Nr. 12 Georgia           | 10        | 74.500    |
| 1. Jan. 1977  | Nr. 6 Houston             | 30       | Nr. 4 Maryland           | 21        | 54.500    |
| 2. Jan. 1978  | Nr. 5 Notre Dame          | 38       | Nr. 1 Texas              | 10        | 76.601    |
| 1. Jan. 1979  | Nr. 10 Notre Dame         | 35       | Nr. 9 Houston            | 34        | 32.500    |
| 1. Jan. 1980  | Nr. 8 Houston             | 17       | Nr. 7 Nebraska           | 14        | 72.032    |
| 1. Jan. 1981  | Nr. 9 Alabama             | 30       | Nr. 6 Baylor             | 2         | 74.281    |
| 1. Jan. 1982  | Nr. 6 Texas               | 14       | Nr. 3 Alabama            | 12        | 73.243    |
| 1. Jan. 1983  | Nr. 4 SMU                 | 7        | Nr. 6 Pittsburgh         | 3         | 60.359    |
| 2. Jan. 1984  | Nr. 7 Georgia             | 10       | Nr. 2 Texas              | 9         | 67.891    |
| 1. Jan. 1985  | Nr. 8 Boston College      | 45       | Houston                  | 28        | 56.522    |
| 1. Jan. 1986  | Nr. 11 Texas A&M          | 36       | Nr. 16 Auburn            | 16        | 73.137    |
| 1. Jan. 1987  | Nr. 11 Ohio State         | 28       | Nr. 8 Texas A&M          | 12        | 74.188    |
| 1. Jan. 1988  | Nr. 13 Texas A&M          | 35       | Nr. 12 Notre Dame        | 10        | 73.006    |
| 2. Jan. 1989  | Nr. 9 UCLA                | 17       | Nr. 8 Arkansas           | 3         | 74.304    |
| 1. Jan. 1990  | Nr. 8 Tennessee           | 31       | Nr. 10 Arkansas          | 27        | 74.358    |
| 1. Jan. 1991  | Nr. 4 Miami (Florida)     | 46       | Nr. 3 Texas              | 3         | 73.521    |
| 1. Jan. 1992  | Nr. 5 Florida State       | 10       | Nr. 9 Texas A&M          | 2         | 73.728    |
| 1. Jan. 1993  | Nr. 5 Notre Dame          | 28       | Nr. 4 Texas A&M          | 3         | 71.615    |
| 1. Jan. 1994  | Nr. 4 Notre Dame          | 24       | Nr. 7 Texas A&M          | 21        | 69.855    |
| 2. Jan. 1995  | Nr. 21 USC                | 55       | Texas Tech               | 14        | 70.218    |
| 1. Jan. 1996  | Nr. 7 Colorado            | 38       | Nr. 12 Oregon            | 6         | 58.214    |
| 1. Jan. 1997  | Nr. 5 BYU                 | 19       | Nr. 14 Kansas State      | 15        | 71.928    |
| 1. Jan. 1998  | Nr. 5 UCLA                | 29       | Nr. 20 Texas A&M         | 23        | 59.215    |
| 1. Jan. 1999  | Nr. 20 Texas              | 38       | Nr. 25 Mississippi State | 11        | 72.611    |
| 1. Jan. 2000  | Nr. 24 Arkansas           | 27       | Nr. 14 Texas             | 6         | 72.723    |
| 1. Jan. 2001  | Nr. 11 Kansas State       | 35       | Nr. 21 Tennessee         | 21        | 63.465    |
| 1. Jan. 2002  | Nr. 10 Oklahoma           | 10       | Arkansas                 | 3         | 72.955    |
| 1. Jan. 2003  | Nr. 9 Texas               | 35       | LSU                      | 20        | 70.817    |
| 2. Jan. 2004  | Nr. 16 Ole Miss           | 31       | Nr. 21 Oklahoma State    | 28        | 73.928    |
| 1. Jan. 2005  | Nr. 15 Tennessee          | 38       | Nr. 22 Texas A&M         | 7         | 75.704    |
| 2. Jan. 2006  | Nr. 8 Alabama             | 13       | Nr. 20 Texas Tech        | 10        | 74.222    |
| 1. Jan. 2007  | Nr. 10 Auburn             | 17       | Nr. 22 Nebraska          | 14        | 66.777    |
| 1. Jan. 2008  | Nr. 7 Missouri            | 38       | Nr. 25 Arkansas          | 7         | 73.114    |
| 2. Jan. 2009  | Nr. 20 Ole Miss           | 47       | Nr. 8 Texas Tech         | 34        | 88.175    |
| 2. Jan. 2010  | Ole Miss                  | 21       | Nr. 21 Oklahoma State    | 7         | 77.928    |
| 7. Jan. 2011  | Nr. 11 LSU                | 41       | Nr. 18 Texas A&M         | 24        | 83.514    |
| 6. Jan. 2012  | Nr. 7 Arkansas            | 29       | Nr. 11 Kansas State      | 16        | 80.956    |
| 4. Jan. 2013  | Nr. 9 Texas A&M           | 41       | Nr. 11 Oklahoma          | 13        | 87.025    |
| 3. Jan. 2014  | Nr. 9 Missouri            | 41       | Nr. 13 Oklahoma State    | 31        | 72.690    |
| 1. Jan. 2015  | Nr. 7 Michigan State      | 42       | Nr. 4 Baylor             | 41        | 71,464    |
| 31. Dez. 2015 | Nr. 2 Alabama             | 38       | Nr. 3 Michigan State     | 0         | 82.812    |
| 2. Jan. 2017  | Nr. 8 Wisconsin           | 24       | Nr. 12 Western Michigan  | 16        | 59.615    |
| 29. Dez. 2017 | Nr. 5 Ohio State          | 24       | Nr. 8 USC                | 7         | 67.510    |
| 29. Dez. 2018 | Nr. 2 Clemson             | 30       | Nr. 3 Notre Dame         | 3         | 72.183    |
| 28. Dez. 2019 | Nr. 13 Penn State         | 53       | Nr. 15 Memphis           | 39        | 54.828    |
| 30. Dez. 2020 | Nr. 8 Oklahoma            | 55       | Nr. 10 Florida           | 20        | 17.323    |
| 31. Dez. 2021 | Nr. 1 Alabama             | 27       | Nr. 4 Cincinnati         | 6         | 76.313    |
| 2. Jan. 2023  | Nr. 14 Tulane             | 46       | Nr. 8 USC                | 45        | 55.329    |

## Most Valuable Player Award (bester Spieler)
| Spieltag      | MVP                   | Team            | Position |
| ------------- | --------------------- | --------------- | -------- |
| 1. Jan. 1937  | Ki Aldrich            | TCU             | C        |
| 1. Jan. 1937  | Sammy Baugh           | TCU             | QB       |
| 1. Jan. 1937  | L.D. „Dutch“ Meyer    | TCU             | K        |
| 1. Jan. 1938  | Ernie Lain            | Rice            | HB       |
| 1. Jan. 1938  | Byron „Whizzer“ White | Colorado        | QB       |
| 1. Jan. 1939  | Jerry Dowd            | Saint Mary’s    | C        |
| 1. Jan. 1939  | Elmer Tarbox          | Texas Tech      | HB       |
| 1. Jan. 1940  | Banks McFadden        | Clemson         | B        |
| 1. Jan. 1941  | Charles Henke         | Texas A&M       | G        |
| 1. Jan. 1941  | John Kimbrough        | Texas A&M       | FB       |
| 1. Jan. 1941  | Chip Roult            | Texas A&M       | T        |
| 1. Jan. 1941  | Lou DeFilippo         | Fordham         | C        |
| 1. Jan. 1941  | Joe Ungerer           | Fordham         | T        |
| 1. Jan. 1942  | Jimmy Nelson          | Alabama         | HB       |
| 1. Jan. 1942  | Holt Rast             | Alabama         | E        |
| 1. Jan. 1942  | Don Whitmire          | Alabama         | T        |
| 1. Jan. 1942  | Martin Ruby           | Texas A&M       | T        |
| 1. Jan. 1943  | Jack Freeman          | Texas           | G        |
| 1. Jan. 1943  | Roy McKay             | Texas           | B        |
| 1. Jan. 1943  | Stanley Mauldin       | Texas           | T        |
| 1. Jan. 1943  | Harvey Hardy          | Georgia Tech    | G        |
| 1. Jan. 1943  | Jack Marshall         | Georgia Tech    | E        |
| 1. Jan. 1944  | Martin Ruby           | Randolph Field  | T        |
| 1. Jan. 1944  | Glenn Dobbs           | Randolph Field  | QB       |
| 1. Jan. 1944  | Joe Parker            | Texas           | E        |
| 1. Jan. 1945  | Neill Armstrong       | Oklahoma A&M    | E        |
| 1. Jan. 1945  | Bob Fenimore          | Oklahoma A&M    | RB       |
| 1. Jan. 1945  | Ralph Foster          | Oklahoma A&M    | DT       |
| 1. Jan. 1946  | Hub Bechtol           | Texas           | E        |
| 1. Jan. 1946  | Bobby Layne           | Texas           | B        |
| 1. Jan. 1946  | Jim Kekeris           | Missouri        | T        |
| 1. Jan. 1947  | Alton Baldwin         | Arkansas        | E        |
| 1. Jan. 1947  | Y. A. Tittle          | LSU             | QB       |
| 1. Jan. 1948  | Steve Suhey           | Penn State      | G        |
| 1. Jan. 1948  | Doak Walker           | SMU             | RB       |
| 1. Jan. 1949  | Kyle Rote             | SMU             | RB       |
| 1. Jan. 1949  | Doak Walker           | SMU             | RB       |
| 1. Jan. 1949  | Brad Ecklund          | Oregon          | C        |
| 1. Jan. 1949  | Norm Van Brocklin     | Oregon          | QB       |
| 2. Jan. 1950  | Billy Burkhalter      | Rice            | HB       |
| 2. Jan. 1950  | Joe Watson            | Rice            | C        |
| 2. Jan. 1950  | James Williams        | Rice            | E        |
| 1. Jan. 1951  | Andy Kozar            | Tennessee       | FB       |
| 1. Jan. 1951  | Hank Lauricella       | Tennessee       | HB       |
| 1. Jan. 1951  | Horace „Bud“ Sherrod  | Tennessee       | DE       |
| 1. Jan. 1951  | Bud McFadin           | Texas           | G        |
| 1. Jan. 1952  | Emery Clark           | Kentucky        | HB       |
| 1. Jan. 1952  | Ray Correll           | Kentucky        | G        |
| 1. Jan. 1952  | Vito „Babe“ Parilli   | Kentucky        | QB       |
| 1. Jan. 1952  | Keith Flowers         | TCU             | FB       |
| 1. Jan. 1953  | Richard Ochoa         | Texas           | FB       |
| 1. Jan. 1953  | Harley Sewell         | Texas           | G        |
| 1. Jan. 1953  | Bob Griesbach         | Tennessee       | LB       |
| 1. Jan. 1954  | Richard Chapman       | Rice            | T        |
| 1. Jan. 1954  | Dan Hart              | Rice            | E        |
| 1. Jan. 1954  | Dickey Maegle         | Rice            | HB       |
| 1. Jan. 1955  | George Humphreys      | Georgia Tech    | FB       |
| 1. Jan. 1955  | Bud Brooks            | Arkansas        | G        |
| 2. Jan. 1956  | Buddy Alliston        | Ole Miss        | G        |
| 2. Jan. 1956  | Eagle Day             | Ole Miss        | QB       |
| 1. Jan. 1957  | Norman Hamilton       | TCU             | T        |
| 1. Jan. 1957  | Jim Brown             | Syracuse        | HB       |
| 1. Jan. 1958  | Tom Forrestal         | Navy            | QB       |
| 1. Jan. 1958  | Tony Stremic          | Navy            | G        |
| 1. Jan. 1959  | Dave Phillips         | Air Force       | T        |
| 1. Jan. 1959  | Jack Spikes           | TCU             | FB       |
| 1. Jan. 1960  | Ernie Davis           | Syracuse        | HB       |
| 1. Jan. 1960  | Maurice Doke          | Texas           | G        |
| 2. Jan. 1961  | Dwight Bumgarner      | Duke            | T        |
| 2. Jan. 1961  | Lance Alworth         | Arkansas        | HB       |
| 1. Jan. 1962  | Mike Cotten           | Texas           | QB       |
| 1. Jan. 1962  | Bob Moses             | Texas           | E        |
| 1. Jan. 1963  | Lynn Amedee           | LSU             | QB       |
| 1. Jan. 1963  | Johnny Treadwell      | Texas           | G        |
| 1. Jan. 1964  | Scott Appleton        | Texas           | T        |
| 1. Jan. 1964  | Duke Carlisle         | Texas           | QB       |
| 1. Jan. 1965  | Ronnie Caveness       | Arkansas        | LB       |
| 1. Jan. 1965  | Fred Marshall         | Arkansas        | QB       |
| 1. Jan. 1966  | Joe Labruzzo          | LSU             | TB       |
| 1. Jan. 1966  | David McCormick       | LSU             | T        |
| 31. Dez. 1966 | Kent Lawrence         | Georgia         | TB       |
| 31. Dez. 1966 | George Patton         | Georgia         | T        |
| 1. Jan. 1968  | Grady Allen           | Texas A&M       | DE       |
| 1. Jan. 1968  | Edd Hargett           | Texas A&M       | QB       |
| 1. Jan. 1968  | Bill Hobbs            | Texas A&M       | LB       |
| 1. Jan. 1969  | Tom Campbell          | Texas           | LB       |
| 1. Jan. 1969  | Cotton Speyrer        | Texas           | WR       |
| 1. Jan. 1969  | James Street          | Texas           | QB       |
| 1. Jan. 1970  | Steve Worster         | Texas           | FB       |
| 1. Jan. 1970  | Bob Olson             | Notre Dame      | LB       |
| 1. Jan. 1971  | Clarence Ellis        | Notre Dame      | CB       |
| 1. Jan. 1971  | Eddie Phillips        | Texas           | QB       |
| 1. Jan. 1972  | Bruce Bannon          | Penn State      | DE       |
| 1. Jan. 1972  | Lydell Mitchell       | Penn State      | RB       |
| 1. Jan. 1973  | Randy Braband         | Texas           | LB       |
| 1. Jan. 1973  | Alan Lowry            | Texas           | QB       |
| 1. Jan. 1974  | Tony Davis            | Nebraska        | TB       |
| 1. Jan. 1974  | Wade Johnson          | Texas           | LB       |
| 1. Jan. 1975  | Tom Shuman            | Penn State      | QB       |
| 1. Jan. 1975  | Ken Quesenberry       | Baylor          | S        |
| 1. Jan. 1976  | Ike Forte             | Arkansas        | HB       |
| 1. Jan. 1976  | Hal McAfee            | Arkansas        | LB       |
| 1. Jan. 1977  | Alois Blackwell       | Houston         | RB       |
| 1. Jan. 1977  | Mark Mohr             | Houston         | CB       |
| 2. Jan. 1978  | Vagas Ferguson        | Notre Dame      | RB       |
| 2. Jan. 1978  | Bob Golic             | Notre Dame      | LB       |
| 1. Jan. 1979  | Joe Montana           | Notre Dame      | QB       |
| 1. Jan. 1979  | David Hodge           | Houston         | LB       |
| 1. Jan. 1980  | Terry Elston          | Houston         | QB       |
| 1. Jan. 1980  | David Hodge           | Houston         | LB       |
| 1. Jan. 1981  | Warren Lyles          | Alabama         | NG       |
| 1. Jan. 1981  | Major Ogilvie         | Alabama         | RB       |
| 1. Jan. 1982  | Robert Brewer         | Texas           | QB       |
| 1. Jan. 1982  | Robbie Jones          | Alabama         | LB       |
| 1. Jan. 1983  | Wes Hopkins           | SMU             | SS       |
| 1. Jan. 1983  | Lance McIlhenny       | SMU             | QB       |
| 1. Jan. 1984  | John Lastinger        | Georgia         | QB       |
| 1. Jan. 1984  | Jeff Leiding          | Texas           | LB       |
| 1. Jan. 1985  | Bill Romanowski       | Boston College  | LB       |
| 1. Jan. 1985  | Steve Strachan        | Boston College  | FB       |
| 1. Jan. 1986  | Domingo Bryant        | Texas A&M       | SS       |
| 1. Jan. 1986  | Bo Jackson            | Auburn          | TB       |
| 1. Jan. 1987  | Chris Spielman        | Ohio State      | LB       |
| 1. Jan. 1987  | Roger Vick            | Texas A&M       | FB       |
| 1. Jan. 1988  | Adam Bob              | Texas A&M       | LB       |
| 1. Jan. 1988  | Bucky Richardson      | Texas A&M       | QB       |
| 2. Jan. 1989  | Troy Aikman           | UCLA            | QB       |
| 2. Jan. 1989  | LaSalle Harper        | Arkansas        | LB       |
| 1. Jan. 1990  | Carl Pickens          | Tennessee       | FS       |
| 1. Jan. 1990  | Chuck Webb            | Tennessee       | TB       |
| 1. Jan. 1991  | Craig Erickson        | Miami (Florida) | QB       |
| 1. Jan. 1991  | Russell Maryland      | Miami (Florida) | DL       |
| 1. Jan. 1992  | Sean Jackson          | Florida State   | RB       |
| 1. Jan. 1992  | Chris Crooms          | Texas A&M       | S        |
| 1. Jan. 1993  | Rick Mirer            | Notre Dame      | QB       |
| 1. Jan. 1993  | Devon McDonald        | Notre Dame      | DE       |
| 1. Jan. 1994  | Lee Becton            | Notre Dame      | RB       |
| 1. Jan. 1994  | Antonio Shorter       | Texas A&M       | LB       |
| 2. Jan. 1995  | Keyshawn Johnson      | USC             | WR       |
| 2. Jan. 1995  | John Herpin           | USC             | CB       |
| 1. Jan. 1996  | Herchell Troutman     | Colorado        | RB       |
| 1. Jan. 1996  | Marcus Washington     | Colorado        | DB       |
| 1. Jan. 1997  | Steve Sarkisian       | BYU             | QB       |
| 1. Jan. 1997  | Shay Muirbrook        | BYU             | LB       |
| 1. Jan. 1997  | Kevin Lockett         | Kansas State    | WR       |
| 1. Jan. 1998  | Cade McNown           | UCLA            | QB       |
| 1. Jan. 1998  | Dat Nguyen            | Texas A&M       | LB       |
| 1. Jan. 1999  | Ricky Williams        | Texas           | RB       |
| 1. Jan. 1999  | Aaron Babino          | Texas           | LB       |
| 1. Jan. 2000  | Cedric Cobbs          | Arkansas        | RB       |
| 1. Jan. 2000  | D. J. Cooper          | Arkansas        | DT       |
| 1. Jan. 2001  | Jonathan Beasley      | Kansas State    | QB       |
| 1. Jan. 2001  | Chris L. Johnson      | Kansas State    | DE       |
| 1. Jan. 2002  | Quentin Griffin       | Oklahoma        | RB       |
| 1. Jan. 2002  | Roy Williams          | Oklahoma        | S        |
| 1. Jan. 2003  | Roy Williams          | Texas           | WR       |
| 1. Jan. 2003  | Cory Redding          | Texas           | DE       |
| 2. Jan. 2004  | Eli Manning           | Ole Miss        | QB       |
| 2. Jan. 2004  | Josh Cooper           | Ole Miss        | DE       |
| 1. Jan. 2005  | Rick Clausen          | Tennessee       | QB       |
| 1. Jan. 2005  | Justin Harrell        | Tennessee       | DT       |
| 2. Jan. 2006  | Brodie Croyle         | Alabama         | QB       |
| 2. Jan. 2006  | DeMeco Ryans          | Alabama         | LB       |
| 1. Jan. 2007  | Courtney Taylor       | Auburn          | WR       |
| 1. Jan. 2007  | Will Herring          | Auburn          | LB       |
| 1. Jan. 2008  | Tony Temple           | Missouri        | RB       |
| 1. Jan. 2008  | William Moore         | Missouri        | SS       |
| 2. Jan. 2009  | Dexter McCluster      | Ole Miss        | WR       |
| 2. Jan. 2009  | Marshay Green         | Ole Miss        | CB       |
| 2. Jan. 2010  | Dexter McCluster      | Ole Miss        | WR       |
| 2. Jan. 2010  | Andre Sexton          | Oklahoma State  | LB       |
| 7. Jan. 2011  | Terrence Toliver      | LSU             | WR       |
| 7. Jan. 2011  | Tyrann Mathieu        | LSU             | DB       |
| 6. Jan. 2012  | Tyler Wilson          | Arkansas        | QB       |
| 6. Jan. 2012  | Jake Bequette         | Arkansas        | DE       |
| 4. Jan. 2013  | Johnny Manziel        | Texas A&M       | QB       |
| 4. Jan. 2013  | Dustin Harris         | Texas A&M       | DB       |
| 3. Jan. 2014  | Henry Josey           | Missouri        | RB       |
| 3. Jan. 2014  | Andrew Wilson         | Missouri        | LB       |
| 1. Jan. 2015  | Jake Coker            | Alabama         | QB       |
| 1. Jan. 2015  | Cyrus Jones           | Alabama         | DB       |
| 31. Dez. 2015 | Jake Coker            | Alabama         | QB       |
| 31. Dez. 2015 | Cyrus Jones           | Alabama         | DB       |
| 2. Jan. 2017  | Troy Fumagalli        | Wisconsin       | TE       |
| 2. Jan. 2017  | T. J. Edwards         | Wisconsin       | LB       |
| 29. Dez. 2017 | J. T. Barrett         | Ohio State      | QB       |
| 29. Dez. 2017 | Damon Webb            | Ohio State      | DB       |
| 29. Dez. 2018 | Trevor Lawrence       | Clemson         | QB       |
| 29. Dez. 2018 | Austin Bryant         | Clemson         | DE       |
| 28. Dez. 2019 | Journey Brown         | Penn State      | RB       |
| 28. Dez. 2019 | Micah Parsons         | Penn State      | LB       |
| 30. Dez. 2020 | Rhamondre Stevenson   | Oklahoma        | RB       |
| 30. Dez. 2020 | Tre Norwood           | Oklahoma        | DB       |
| 31. Dez. 2021 | Brian Robinson Jr.    | Alabama         | RB       |
| 31. Dez. 2021 | Will Anderson         | Alabama         | LB       |
| 2. Jan. 2023  | Tyjae Spears          | Tulane          | RB       |
| 2. Jan. 2023  | Dorian Williams       | Tulane          | LB       |

## Häufigste Teilnahmen
Nur Universitäten mit mehr als 3 Teilnahmen wurden berücksichtigt
| Platz | Universität    | Teilnahmen | Ergebnis |
| ----- | -------------- | ---------- | -------- |
| 1     | Texas          | 22         | 11–10–1  |
| 2     | Texas A&M      | 13         | 5–8      |
| 3     | Arkansas       | 12         | 4–7–1    |
| 4     | Alabama        | 9          | 5–4      |
| 5     | Notre Dame     | 8          | 5–3      |
| T6    | Tennessee      | 6          | 3–3      |
| T6    | TCU            | 6          | 2–3–1    |
| T8    | LSU            | 5          | 3–1–1    |
| T8    | Ole Miss       | 5          | 4–1      |
| T10   | Rice           | 4          | 3–1      |
| T10   | SMU            | 4          | 2–1–1    |
| T10   | Houston        | 4          | 2–2      |
| T10   | Nebraska       | 4          | 1–3      |
| T10   | Texas Tech     | 4          | 0–4      |
| T10   | Oklahoma State | 4          | 1–3      |
| T16   | Penn State     | 3          | 2–0–1    |
| T16   | Georgia        | 3          | 2–1      |
| T16   | Kansas State   | 3          | 1–2      |
| T16   | Missouri       | 3          | 2–1      |
| T16   | Baylor         | 3          | 0–3      |

- Jedes Team, das zwischen 1936 und 1995 zur Southwest Conference gehörte, ist mindestens ein Mal im Cotton Bowl angetreten.
- Florida, South Carolina und Vanderbilt sind die einzigen Mitglieder der SEC, die nicht am Cotton Bowl teilgenommen haben.
- Iowa State, Kansas und West Virginia sind die einzigen von den Big 8 oder Big 12 die noch nicht im Cotton Bowl gespielt haben. Die ehemaligen Big-12-Mitglieder Colorado, Missouri, Nebraska und Texas A&M haben mehrmals im Cotton Bowl gespielt.
- Michigan State, Ohio State und Wisconsin sind die einzigen Big-Ten-Teams, die im Cotton Bowl spielten. Penn State wurde 2019 das vierte Big Ten-Team, das in der Cotton Bowl spielt. (Penn State, Maryland und Nebraska nahmen vor dem Beitritt bereits teil). Vor 2014 hatte nur ein Big Ten Team im Cotton Bowl gespielt.
- Texas A&M, Texas Tech und Missouri spielten im Cotton Bowl als Teilnehmer von drei verschiedenen Conferences: A&M spielte als Teilnehmer der Southwest Conference, der Big 12 und der SEC, Tech spielte als Teil der Border, SWC und Big 12 und Missouri spielte als Teil der Big 8, Big 12 und SEC.

## Teilnahmen nach Conference
Zum jetzigen Zeitpunkt wurden 87 Spiele gespielt (174 Teilnehmer).
| Rang | Conference  | Teilnahmen | Gewinne | Niederlagen | Unentschieden |
| ---- | ----------- | ---------- | ------- | ----------- | ------------- |
| 1    | SWC         | 57         | 24      | 29          | 4             |
| 2    | SEC         | 41         | 24      | 16          | 1             |
| 3    | Unabhängige | 25         | 13      | 9           | 3             |
| 4    | Big 12      | 20         | 6       | 14          | 0             |
| 5    | Big Ten     | 6          | 5       | 1           | 0             |
| 6    | Pac-12      | 6          | 3       | 3           | 0             |
| 7    | Big 8       | 4          | 1       | 3           | 0             |
| 8    | ACC         | 3          | 2       | 1           | 0             |
| 9    | American    | 3          | 1       | 2           | 0             |
| 10   | SoCon       | 2          | 1       | 1           | 0             |
| T11  | MVC1        | 1          | 1       | 0           | 0             |
| T11  | WAC         | 1          | 1       | 0           | 0             |
| T13  | BIAA        | 1          | 0       | 1           | 0             |
| T13  | MAC         | 1          | 0       | 1           | 0             |
| T13  | PCC         | 1          | 0       | 1           | 0             |
| T13  | RMAC        | 1          | 0       | 1           | 0             |

1 Nicht zu verwechseln mit der aktuellen Missouri Valley Football Conference (MVFC). Die Missouri Valley Conference hörte nach der Saison 1984 auf, Football zu spielen. Die Liga, die jetzt als MVFC bekannt ist, begann 1985 in der NCAA Division I-AA, jetzt Division I FCS, zu spielen.

## Spielrekorde
| Team                                        | Rekordhalter vs. Gegner                                                 | Jahr |
| ------------------------------------------- | ----------------------------------------------------------------------- | ---- |
| meiste erzielte Punkte von einem Team       | 55, USC vs. Texas Tech (55-14)                                          | 1995 |
| meiste erzielte Punkte beide Teams zusammen | 92, Penn State (53) vs. Memphis (39)                                    | 2019 |
| wenigste erlaubte Punkte                    | 0, LSU vs. Texas (13-0; wie 2 andere)                                   | 1963 |
| größter Vorsprung auf den Sieg              | 43, Miami (FL) vs. Penn State (46-3)                                    | 1991 |
| erzielte erste Versuche                     | 32, Tennessee vs. Texas A&M                                             | 2005 |
| erlaufene Yards                             | 435, Oklahoma vs. Florida                                               | 2020 |
| gepasste Yards                              | 603, Baylor vs. Michigan State                                          | 2015 |
| erzielte Yards                              | 684, Oklahoma vs. Florida (435 erlaufen, 249 gepasst)                   | 2020 |
| Spieler                                     | Rekordhalter, Team vs. Gegner                                           | Jahr |
| erzielte Yards                              | 516, Johnny Manziel, Texas A&M vs. Oklahoma (229 gelaufen, 287 gepasst) | 2013 |
| erlaufene Yards                             | 281, Tony Temple, Missouri vs. Arkansas (24 Versuche, 4 Touchdowns)     | 2008 |
| erlaufene Touchdowns                        | 4, Tony Temple, Missouri vs. Arkansas                                   | 2008 |
| erlaufene Touchdowns                        | 4, Tyjae Spears, Tulane vs. USC                                         | 2023 |
| gepasste Yards                              | 550, Bryce Petty, Baylor vs. Michigan State (36-51-1, 3 Touchdowns)     | 2015 |
| gepasste Touchdowns                         | 5, Caleb Williams, USC vs. Tulane                                       | 2023 |
| gefangene Pässe                             | 11, Rashaun Woods, Oklahoma State vs. Ole Miss (223 Yards, 1 Touchdown) | 2004 |
| gefangene Yards                             | 223, Rashaun Woods, Oklahoma State vs. Ole Miss (11 Pässe, 1 Touchdown) | 2004 |
| gefangene Touchdowns                        | 3, Terrance Toliver, LSU vs. Texas A&M                                  | 2001 |
| Field Goals                                 | 6, Riley Patterson, Memphis vs. Penn State                              | 2019 |
| Tackles                                     | 23, Keith Flowers, TCU vs. Kentucky                                     | 1952 |
| Sacks                                       | 6, Shay Muirbrook, BYU vs. Kansas State (32 Yards)                      | 1997 |
| Interceptions                               | 3, Jerry Cook, Texas vs. Ole Miss (16 Yards)                            | 1962 |
| längste Spielzüge                           | Weite in Yards, Rekordhalter, Team vs. Gegner                           | Jahr |
| gelaufener Touchdown                        | 95, Dicky Maegle, Rice vs. Alabama                                      | 1954 |
| gepasster Touchdown                         | 87, Ger Schwedes to Ernie Davis, Syracuse vs. Texas                     | 1960 |
| Kickoff Return                              | 98, Earl Allen, Houston vs. Boston College (TD)                         | 1985 |
| Punt Return                                 | 72, Jimmy Nelson, Alabama vs. Texas A&M (TD)                            | 1942 |
| Interception Return                         | 95, Marcus Washington, Colorado vs. Oregon (TD)                         | 1996 |
| Fumble Return                               | 65, Steve Manstedt, Nebraska vs. Texas                                  | 1974 |
| Punt                                        | 84, Kyle Rote, SMU vs. Oregon                                           | 1949 |
| Field Goal                                  | 51, Riley Patterson, Memphis vs. Penn State                             | 2019 |

Nur das erste Mal erscheint in dieser Auflistung.

## Sponsor
Von 1989 bis 1995, wurde das Spiel von Mobil Oil gesponsert und wurde deshalb als Mobil Cotton Bowl Classic bezeichnet. Von 1996 bis 2013 wurde das Spiel von Southwestern Bell Corporation gesponsert; es hatte in dieser Zeit verschiedene Namen, ab 2000 wurde das vom Unternehmen standardisiere Branding „SBC“ verwendet, vorher wurde SBC Communications verwendet und seit 2006, nach der Übernahme durch die AT&T Corporation, und der hierdurch erfolgten Umbenennung in AT&T Inc. wurde das Spiel in AT&T Cotton Bowl Classic umbenannt.
Am 15. Oktober 2014 berichtete ESPN.com, dass AT&T nicht länger Sponsor des Cotton Bowl sein möchte, da diese bereits der Sponsor des Stadions waren, in dem das Cotton Bowl Classic ausgetragen wird. Am 7. November 2014 wurde bekannt gegeben, dass Goodyear der neue Sponsor des Spiels wird und aus diesem Grund nun als Goodyear Cotton Bowl Classic bezeichnet wird.